# Louise Borgia
Pour les articles homonymes, voir Famille Borgia et Borgia (homonymie).
Louise Borgia, dite Louise de Valentinois, (17 mai 1500 – 1553) duchesse de Valentinois (1507-1553), est la fille de Charlotte d'Albret et César Borgia (fils du pape Alexandre VI et Vannozza Cattanei). Par sa mère, elle est la petite-fille d'Alain d'Albret, comte de Gavre et de Castres, et de Françoise de Châtillon, vicomtesse de Limoges, comtesse de Périgord, dame d'Avesnes et de Châlus.
A la veille de sa mort, Charlotte d'Albret confie sa fille à Louise de Savoie, duchesse d'Angoulème et mère du futur roi François Ier.

## Mariages et descendance
Elle épouse, le 7 avril 1517, Louis II de La Trémoille, gouverneur de Bourgogne, tué à la bataille de Pavie le 15 février 1525 (sans postérité ; il avait 40 ans de plus qu'elle !) puis, en secondes noces, le 3 février 1530, Philippe de Bourbon (1499–1557), baron de Busset (fils de Pierre et de Marguerite de Tourzel d'Alègre, dame de Busset), à qui elle apporte, en dot, la châtellenie de Châlus et ses deux châteaux, Châlus-Chabrol et Châlus-Maulmont, .
De cette seconde union naissent 6 enfants dont :
- Claude de Bourbon-Busset (18 octobre 1531-c.1588), marié avec Marguerite de La Rochefoucauld-Barbezieux
- Marguerite de Bourbon-Busset (10 octobre 1532-8 octobre 1591) mariée avec Jean-Geoffroy de Pierre-Buffière.
- Jean de Bourbon-Busset (2 septembre 1537-c.1570), marié avec Euchariste de La Brosse-Morlet, fille du vice-roi d'Écosse Jacques de La Brosse-Morlet

Sommaire
```
   Début
   Biographie
   Références
   Bibliographie
   Voir aussi
```

Louise Borgia est l'ascendante à la treizième génération de l'actrice de cinéma muet Gina Palerme (née Irène de Maulmont).